# Abel Iwema Bakker
Abel Iwema Bakker (Marum, 23 maart 1884 - Groningen, 7 januari 1960) was een Nederlandse burgemeester.

## Leven en werk
Bakker werd in 1884 in het Groningse Marum geboren als zoon van de ontvanger Gerrit Bakker en van Magreta Idsingh. Hij begon in 1908 zijn loopbaan als gemeentesecretaris in de gemeente waar hij was geboren, Marum. Hij werd in 1925 benoemd tot burgemeester van Noorddijk. Op 5 januari 1926 begon hij daadwerkelijk met zijn werk als burgemeester. Hij zou deze functie tot het einde van de Tweede Wereldoorlog vervullen. Op 24 mei 1945 werd hij tijdelijk uit zijn functie ontheven vanwege zijn houding tijdens de Tweede Wereldoorlog. Op 10 oktober 1945 volgde zijn definitieve ontslag als burgemeester.
Bakker was onder meer maatschappelijk actief bij de boerenleenbank van Marum, bij het natuurbad Engelbert, bij de vereniging het Groene Kruis en bij de Odd Fellows. Bakker trouwde op 8 september 1911 te Marum met Jetske van der Meer. Hij overleed in januari 1960 op 75-jarige leeftijd in Groningen. Hij werd op 11 januari begraven in zijn geboorteplaats Marum.